# Saman Ghoddos
Saman Ghoddos (* 6. září 1993 Malmö) je íránský profesionální fotbalista švédského původu, který hraje na pozici ofensivního záložníka za anglický klub Brentford FC. V lednu 2017 odehrál dva zápasy za švédskou reprezentaci, dokonce dal i gól. Pak se ovšem rozhodl pro za vlast svých rodičů a od prosince téhož roku reprezentuje Írán.

## Klubová kariéra
Na klubové úrovni dlouho působil ve Švédsku, mj. strávil rok v imigrantském klubu Syrianska FC v Södertälje.
V lednu 2016 přestoupil poprvé do nejvyšší švédské soutěže do Östersundu. Ghoddos vstřelil ve své první sezóně v Allsvenskan 10 ligových gólů.
V roce 2017 vyhrál s klubem švédský pohár; ve finále gólem přispěl k výhře 4:1 nad Norrköpingem a pod manažerem Grahamem Potterem se Östersund kvalifikoval do druhého předkola Evropské ligy UEFA 2017/18. Při svém debutu v evropských pohárech 13. července 2017 Ghoddos gólem a asistencí rozhodl o výhře 2:0 nad Galatasarayem. 24. srpna vstřelil Ghoddos dva góly ve čtvrtém předkole proti PAOKu a zajistil svému týmu postup do skupinové fáze soutěže. Při svém debutu ve skupinové fázi 14. září se střelecky prosadil při výhře 2:0 nad Zorjou Luhansk. Ghoddos se dvěma asistencemi podílel na výhře svého týmu 2:1 ve v odvetném utkání šestnáctifinále Evropské ligy proti londýnskému Arsenalu.
V dresu Östersundu odehrál Ghoddos téměř 100 utkání, v nichž vstřelil 41 branek a přidal 25 asistencí.
Dne 23. srpna 2018 přestoupil Ghoddos do francouzské Ligue 1, kde podepsal pětiletou smlouvu s Amiens SC. Přestupová částka byla ve výši asi 3,8 milionu eur, šlo o třetí nejdražší v historii Allsvenskan po Alexandru Isakovi a Zlatanu Ibrahimovićovi. Ghoddos debutoval za Amiens 25. srpna 2018 při domácím vítězství 4:1 nad Reims v Ligue 1 a v 58. minutě vstřelil gól. Stal se tak prvním íránským hráčem, který si zahrál v Ligue 1.
Poté, co v sezóně 2019/20 odehrál Ghoddos jen 7 soutěžních utkání v dresu Amiens, rozhodl se požádat klub o hostování. 21. září 2020 odešel Ghoddos na roční hostování s opcí do anglického druholigového Brentfordu.
Dne 14. ledna 2021 Ghoddos přestoupil do Brentfordu natrvalo a podepsal smlouvu do léta 2023 s opcí na další rok. V květnu 2021 vybojoval Brentford svůj historicky první postup do Premier League. V anglické nejvyšší soutěži ale Ghoddos nastupoval spíše sporadicky, a tak 14. května 2023 Brentford oznámil, že Ghoddos na konci sezóny 2022/23 z klubu odejde.
Dne 25. srpna 2023 se ale Ghoddos jako volný hráč vrátil zpátky do Brentfordu a podepsal roční smlouvu. 21. října 2023 vstřelil svůj první gól v sezóně, když nastoupil jako střídající hráč při vítězství 3:0 proti Burnley, a 10. listopadu 2023 byla jeho branka zvolena nejlepším gólem měsíce v Premier League.

## Reprezentační kariéra
Vzhledem ke svému íránskému původu mohl Ghoddos reprezentovat Írán i rodné Švédsko. V prosinci 2016 byl Ghoddos povolán švédským manažerem Janne Anderssonem na přátelské zápasy proti Pobřeží slonoviny a Slovensku. Debutoval 8. ledna 2017 proti Pobřeží slonoviny a 12. ledna 2017 vstřelil svůj první reprezentační při výhře 6:0 nad Slovenskem.
V srpnu 2017 Ghoddos prozradil, že získal íránský pas a že se rozhodl reprezentovat Írán. Za Írán debutoval 5. října 2017 v přátelském utkání proti Togu (výhra 2:0). V květnu 2018 byl Ghoddos nominován trenérem Carlosem Queirozem na závěrečný turnaj mistrovství světa. Na turnaji odehrál všechny tři zápasy Íránu v základní skupině.
V prosinci 2018 nominován na Asijský pohár 2019, kde s týmem došel až do semifinále, kde podlehli japonskému výběru 0:3.
V listopadu 2022 byl Ghoddos zařazen do konečné nominace Íránu pro mistrovství světa 2022, na turnaji ale nastoupil jen do druhého poločasu utkání proti USA.